# Distrito electoral de Ringgold (condado de Dawson, Nebraska)
Ringgold (en inglés: Ringgold Precinct) es un distrito electoral ubicado en el condado de Dawson en el estado estadounidense de Nebraska. En el Censo de 2010 tenía una población de 337 habitantes y una densidad poblacional de 1,59 personas por km².

## Geografía
Ringgold se encuentra ubicado en las coordenadas 40°45′8″N 99°58′51″O / 40.75222, -99.98083. Según la Oficina del Censo de los Estados Unidos, Ringgold tiene una superficie total de 212.58 km², de la cual 209.35 km² corresponden a tierra firme y (1.52%) 3.22 km² es agua.

## Demografía
Según el censo de 2010, había 337 personas residiendo en Ringgold. La densidad de población era de 1,59 hab./km². De los 337 habitantes, Ringgold estaba compuesto por el 97.03% blancos, el 0% eran afroamericanos, el 0% eran amerindios, el 0% eran asiáticos, el 0% eran isleños del Pacífico, el 2.67% eran de otras razas y el 0.3% pertenecían a dos o más razas. Del total de la población el 4.15% eran hispanos o latinos de cualquier raza.